# مرزة (جنس)
المُرْزَة عقيب هي جنس من الطيور الجارحة من الفصيلة البازية في فُصيلة المُرزاوات. هي طيور جارحة متوسطة الحجم تتميز بشكلها النحيل وطولها ووساعة أجنحتها. تمتد منطقة توزع الجنس من مواطن القارة الشمالية إلى أقيانوسيا وأمريكا الجنوبية. تسكن طيور المرزة في بيئات مفتوحة وواسعة حيث تفترس القوارض الصغيرة والطيور أثناء الطيران. تتميز أنواع جنس كاملة بطيران التودد الرشيقة التي يتودد فيها الذكر إلى الأنثى. في بعض أنواع المرزات، تتعدد زيجات الذكور في الوقت نفسه. تتكاثر جميع الأنواع تقريبًا في أعشاش أرضية، حيث يوفر الذكر الطعام للأنثى المتكاثرة والصغار.

## قائمة الأنواع
- مرزة مُنتاغو
- مرزة الدجاج
- مرزة شمالية[6]
- مرزة المستنقعات الغربية
- مرزة المستنقعات الشرقية
- مرزة المستنقعات الإفريقية
- عقيب المستنقعات
- مرزة بابوان
- مرزة ملغاشية
- مرزة لا ريونيون
- عقيب طويل الجناحين
- مرزة مرقطة
- مرزة سوداء
- مرزة رمادية
- مرزة باهتة
- مرزة بلقاء
- † مرزة إيلز
- † مرزة الخشب